# Teleedukacja
Teleedukacja – metoda prowadzenia procesu dydaktycznego w warunkach, gdy nauczyciel i uczniowie oddaleni są od siebie w przestrzeni, a nierzadko i w czasie. Wykorzystując możliwości, jakie daje zastosowanie telematyki w szkolnictwie, nauczyciel i uczeń mają dostęp do dowolnych zasobów wiedzy znajdujących się praktycznie w dowolnym miejscu naszej planety. Nowoczesne techniki społeczeństwa informacyjnego umożliwiają gromadzenie, przetwarzanie i przesyłanie materiałów audiowizualnych, tekstowych, danych komputerowych, a także umożliwiają bezpośredni kontakt w czasie rzeczywistym pomiędzy nauczycielem i uczniem za pomocą systemów audio- i wideokonferencji. Usługa zdalnej edukacji jest ważnym elementem nowoczesnego systemu edukacji.
Zdalne nauczanie jest najbardziej znaną aplikacją usługi AVI. Znajduje ona różnorodne praktyczne zastosowania. Najbardziej popularnymi z nich są aplikacje: teleedukacji, telezakupów oraz różne odmiany VoD (Video-on-Demand), czyli usługi wideo na żądanie. Wykorzystuje się tu nowoczesne technologie sieciowe i narzędzia do pracy biurowej w celu utworzenia rozproszonego środowiska nauczania. Zakłada się, że w wersji docelowej będzie kilka poziomów tej usługi, rozumianych jako zdalne: uczenie się, sesje i ćwiczenia. Usługa AVI jest usługą interaktywną, przeznaczoną dla wielu odbiorców domowych.
Pierwszy poziom usługi udostępnia odbiorcom grupowym i indywidualnym zarówno wykłady, jak i prezentacje multimedialne przechowywane w bazach danych. Ma więc głównie charakter otwarty, tzn. prezentacje są kierowane do wszystkich odbiorców. Zdalne sesje (drugi poziom nauczania) mogą być przeprowadzane między wykładowcą a słuchaczami z różnych punktów sieci. Oprogramowanie tego poziomu umożliwia studentom bezpośrednią komunikację z wykładowcą (zadawanie pytań, udział w dyskusji). Trzeci poziom obejmuje dodatkowo mechanizm bezpośredniego uczestniczenia słuchacza w ćwiczeniach wirtualnego laboratorium.